# Sächsische Weinstraße

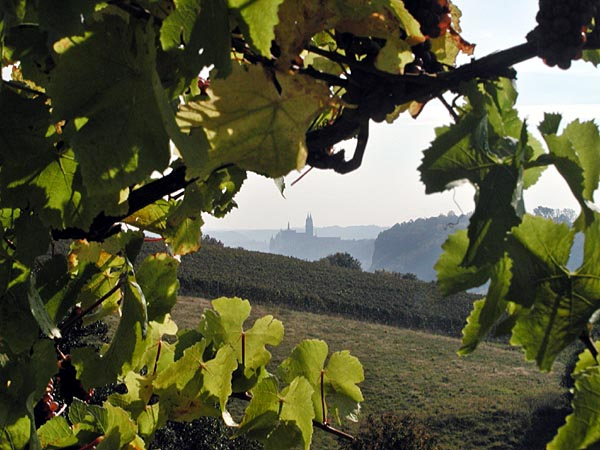
Een blik vanuit een wijngaard richting Meißen.

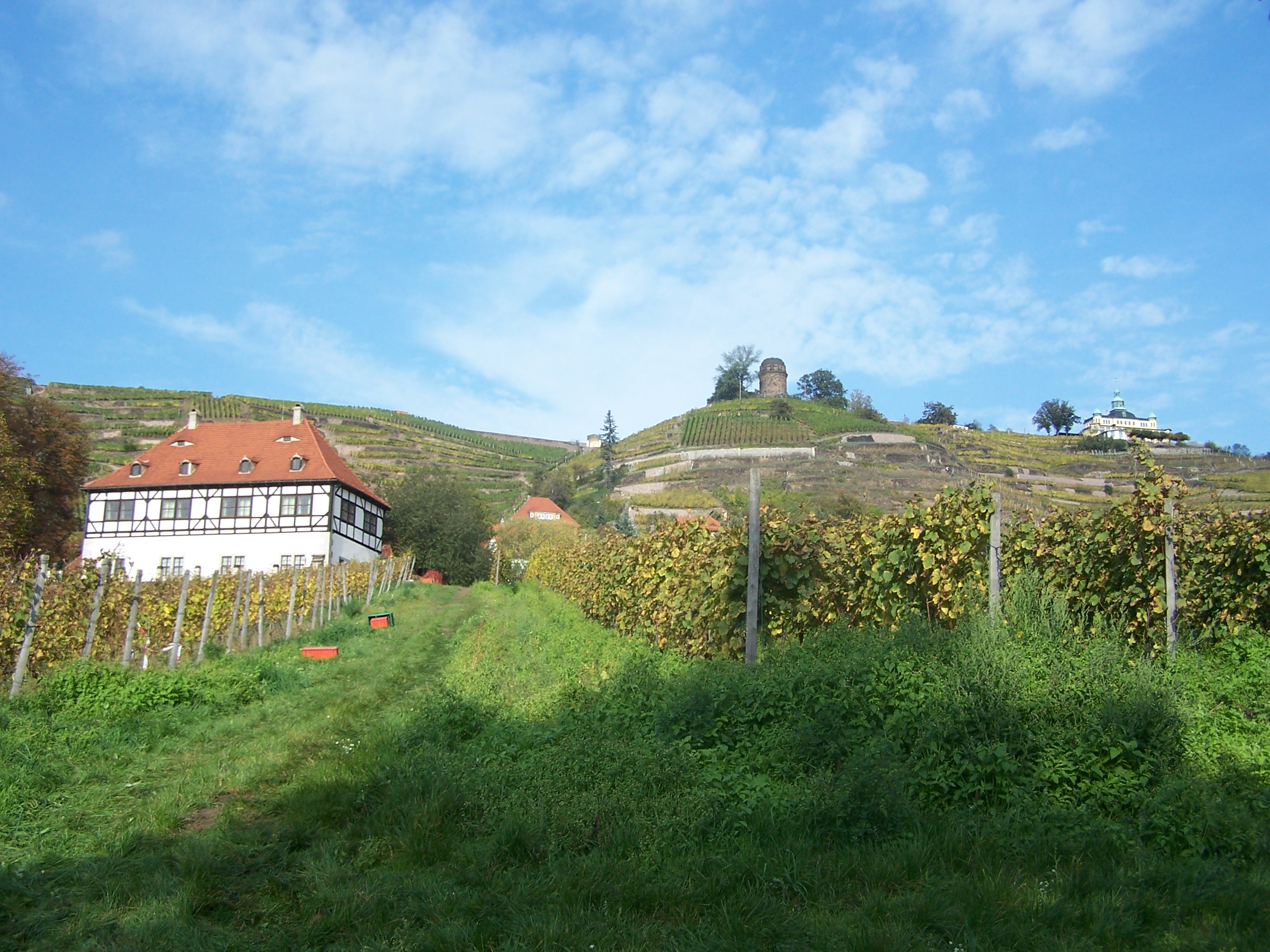
Hoflößnitz met de wijngaard "Goldener Wagen". In het midden op de heuvel staat nog een Bismarcktoren. Rechts daarvan het hoofdhuis.

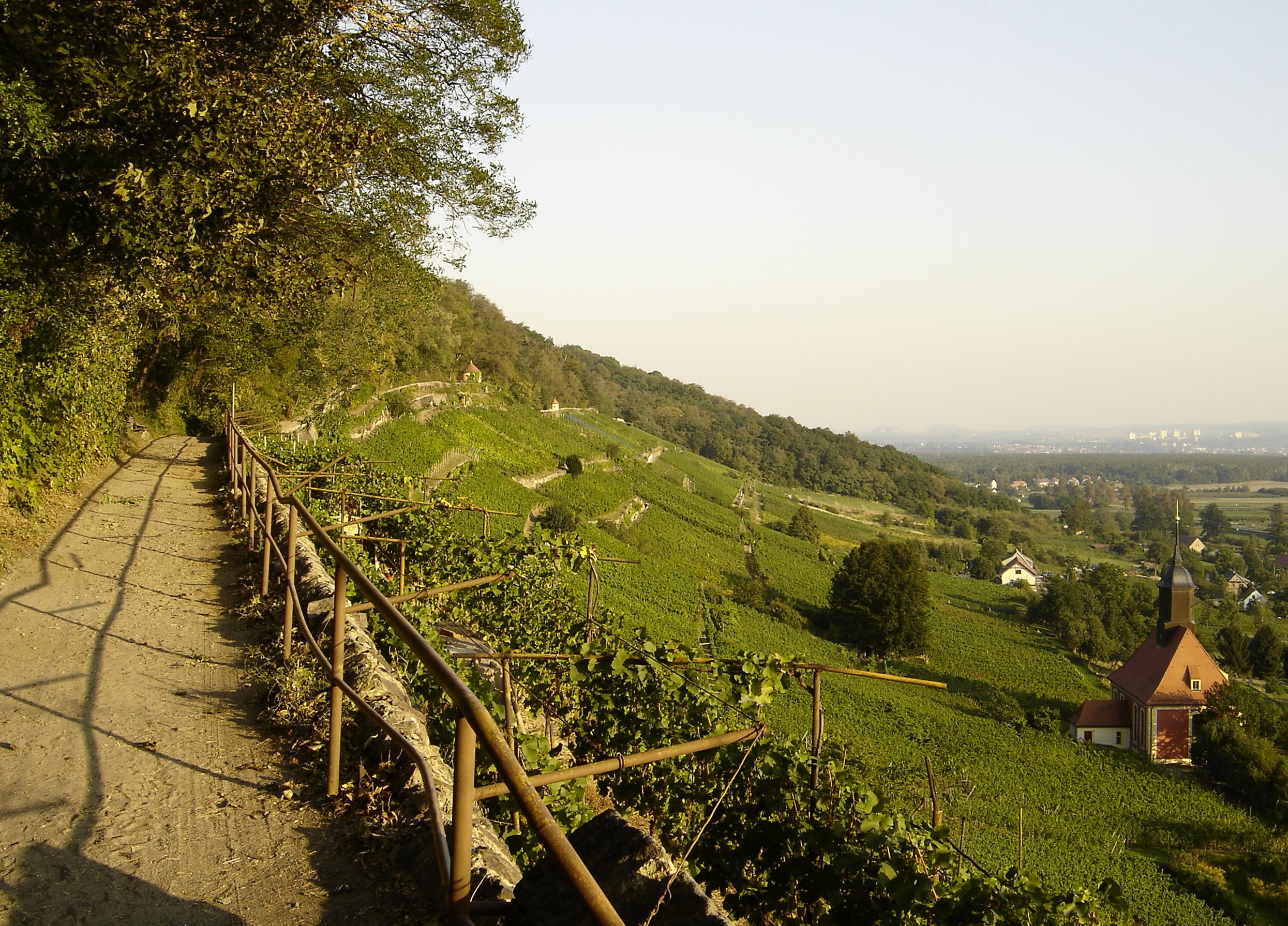
De wijnwandelweg nabij Pillnitz, Dresden.

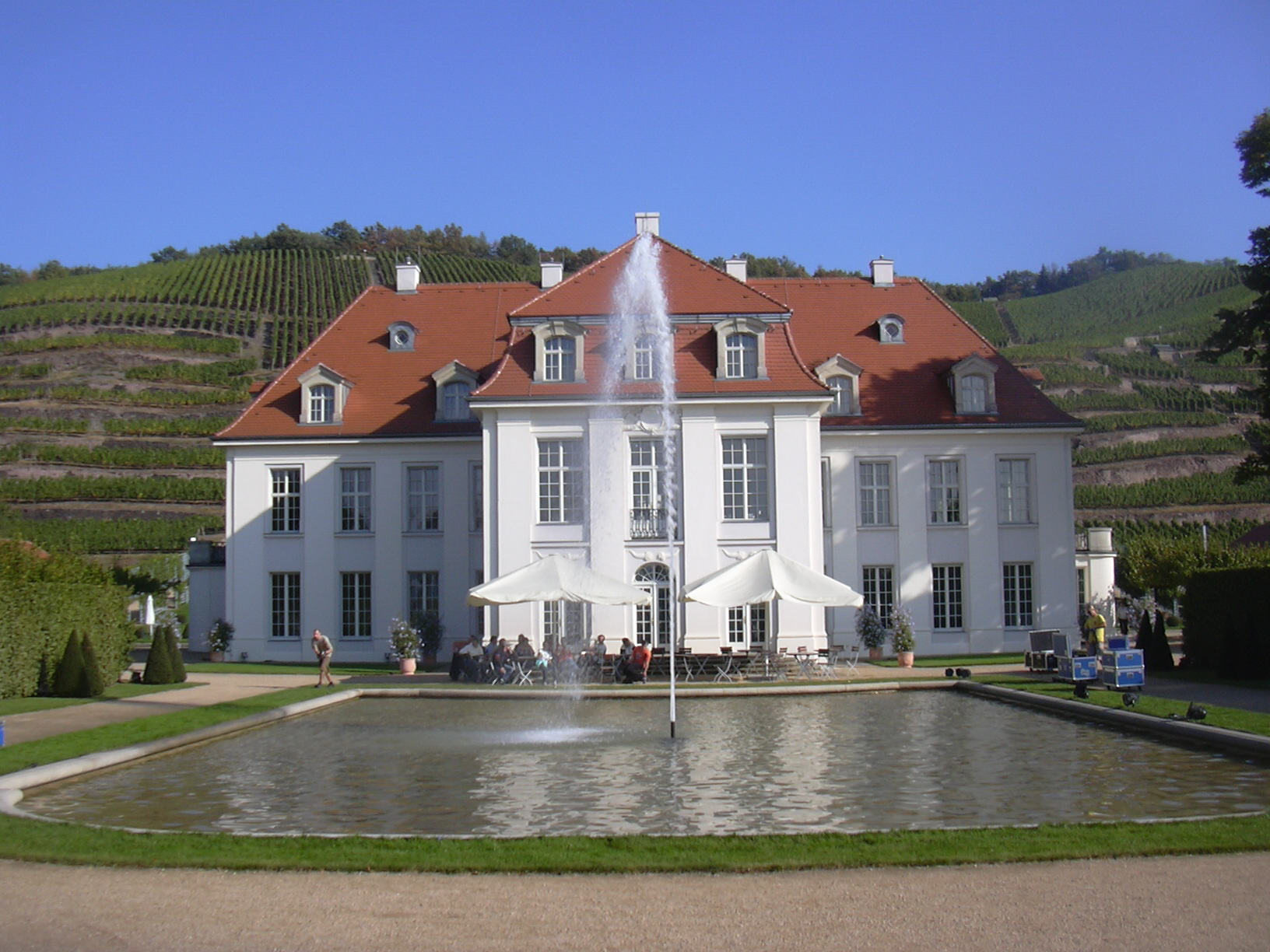
De wijngaarden achter Schloss Wackerbarths Ruh.

De Sächsische Weinstraße (Nederlands: de Saksische wijnroute) is een toeristische autoroute door een 60 kilometer lang gerekt wijnbouwgebied in het oosten van Duitsland. De route voert langs de Elbe van Pirna naar Diesbar-Seußlitz door de wijngaarden van Dresden-Pillnitz, Radebeul, Meißen en vele andere wijndorpjes langs de Elbe. De streek is een belangrijk toeristengebied met een goed wegennet dat ook leidt langs vele bezienswaardigheden van de stad Dresden en omgeving.

## Wijnbouw
Met 350 hectare is dit de kleinste van de 13 Duitse kwaliteitswijngebieden. De druivenrassen die worden verbouwd zijn Riesling, Rivaner, Weißburgunder, Grauburgunder (Ruländer), Traminer en Kerner. De soorten Goldriesling, evenals de Schillerwein of Rotling - een combinatie van blauwe en witte wijndruiven - zijn lokale specialiteiten. Over het algemeen worden er droge wijnen gemaakt. Op de steile zandsteenhellingen ten zuiden van Pirna, dat ook wel het Sächsische Schweiz genoemd wordt, is wijnbouw niet meer mogelijk.

## Route
De hele route kan met de auto gereden worden. Het "Saksische stoomschip" doet tweemaal daags op de route alle belangrijke plaatsen aan. Parallel aan de “Weinstrasse” loopt de Saksische wijnwandelweg.
Langs de Elbe van west naar oost komt men onder andere de volgende benoemingswaardigheden tegen,
- In de gemeente Nünchritz het Barockschloss Seußlitz met wijngaarden.
- Schloss Proschwitz op de heuvel ten oosten van de Elbe. Is verbonden met het in Saksen oudste nog bestaande particuliere wijngoed in het dorpje Zadel.
- Meißen -  Het gildehuis. Tegenwoordig een bekende wijnbar.
- De wijngaarden onderaan de hellingen van het Spaargebergte.
- Weinböhla - Noordoostelijk van de Elbe, meer land inwaarts, een wat gesloten wijnstreek dat eind van de 19de eeuw werd beïnvloed door de phylloxera.
- Radebeuler wijngaarden. Het centrum van de Saksische wijnroute met zijn barokke paleizen en “Lustschlössern”. De afzonderlijke wijngaarden - zogenaamde Einzellagen - Radebeuler Johannisberg, Radebeuler Steinrücken en Radebeuler Goldener Wagen.

Museum "Villa Shatterhand" van Karl May.
- Een populaire bestemming is Schloss Wackerbarth met een Sektkellerei, proeflokaal en restaurant. Een wijnmuseum met proeflokaal is ingericht in het “Lusthaus Hoflößnitz”. Een uit 390 treden bestaande stenen trap leidt naar het hoofdhuis, ooit het wijnkasteel van Matthäus Daniel Pöppelmann.
- De stad Dresden
- Hosterwitz - Met een zogenaamde wijnboeren-monument.
- Schloss Pillnitz - De wijngaardkerk „Zum Heiligen Geist“ en de voormalige koninklijke wijnpers in Pillnitz.